# إيف إيفانوف
إيف إيفانوف مواليد 13 نوفمبر 1985 في زادار، جمهورية كرواتيا الاشتراكية، هو لاعب كرة سلة كرواتي. بدأ مسيرته الاحترافية في سنة 2003. يلعب مع شيبينيك في الدوري الكرواتي لكرة السلة الدرجة الأولى. يحمل الرقم 24. يبلغ طوله 6 قدم 6.7 بوصة (2.0 م). لعب مع نادي زادار لكرة السلة في موسم 2003–2004، ثم لعب مع نادي كركا لكرة السلة في موسم 2015–2016.

## روابط خارجية
- إيف إيفانوف على موقع كرة السلة الأوروبية.كوم (الإنجليزية)
- إيف إيفانوف على موقع DraftExpress.com (الإنجليزية)
- إيف إيفانوف على موقع ريلجم (الإنجليزية)
- إيف إيفانوف على موقع بروبوليرز (الإنجليزية)
- إيف إيفانوف على موقع سبورتس رفرنس (الإنجليزية)